# Costin Miereanu
Costin Miereanu (ur. 27 lutego 1943 w Bukareszcie) – francuski kompozytor pochodzenia rumuńskiego.

## Życiorys
W latach 1960–1966 studiował w konserwatorium w Bukareszcie u Alfreda Mendelsohna i Dana Constantinescu. W latach 1967–1968 był uczestnikiem Międzynarodowych Letnich Kursów Nowej Muzyki w Darmstadcie. W 1968 roku osiadł w Paryżu, w 1977 roku otrzymał obywatelstwo francuskie. Studiował semiotykę muzyczną w École des Hautes Études en Sciences Sociales. W latach 1978–1981 wykładał na Uniwersytecie Paryskim, gdzie w 1979 roku uzyskał stopień doktora na podstawie pracy De la Textkomposition au Poly-Art. Sémiotique de la partition. W 1981 roku otrzymał tytuł profesora filozofii, estetyki i nauki o sztuce na Sorbonie. Od 1981 roku był dyrektorem artystycznym Éditions Salabert.
Otrzymał nagrodę Fondation Européenne de la Culture (1967), nagrodę na Konkursie Kompozytorskim Fundacji Gaudeamus za utwór Finis coronat opus (1967) oraz nagrodę SACEM im. Enescu (1974).

## Twórczość
Wpływ na idee twórcze Miereanu wywarła filozofia strukturalizmu, pod wpływem której traktował sztukę jako całość, różniącą się jedynie materialnie w różnych przejawach. Eksperymentował z różnymi sposobami łączenia muzyki z obrazem, wykorzystując projekcję diapozytywów, film, techniki video i grę świateł. Interesował się relacją zapisu dźwiękowego ze sposobem jego realizacji, stosując rozmaite techniki aleatoryczne. Pisał utwory przeznaczone na nieokreślone, zmienne zespoły, nie traktując dzieła muzycznego jako procesu linearnego.

## Wybrane kompozycje
(na podstawie materiałów źródłowych)

### Utwory orkiestrowe
- Monostructures I (1966)
- Finis coronat opus (1966)
- Couleur du temps na smyczki (1966–1968)
- Espace dernier (1966–1969)
- Monostructures II (1967)
- Rosario (1973–1976)
- Rosenzeit (1980)
- Miroirs célestes (1981–1983)
- Voyage d’hiver II (1982–1985)
- Doppel(kammer)konzert na saksofon, perkusję i orkiestrę kameralną (1985)
- Axis na orkiestrę dętą (1988)
- Un temps sans mémoire (1991)

### Utwory kameralne
- Variants na klarnet (1966)
- Sursum corda triplum na 7 instrumentów (1967–1982)
- Espace au-delà du dernier na zespół kameralny (1968)
- Dans La Nuit des temps na zmienny zespół i taśmę (1968–1969)
- Polymorphies 5 x 7 (A) na zmienny zespół i taśmę (1968–1969)
- Polymorphies 5 x 7 (B) na instrumenty (1969–1970)
- Altar na 6 instrumentalistów lub śpiewaków, taśmę i projekcję wizualną ad libitum (1973)
- Aquarius na 2 fortepiany i 2 perkusje (1974–1980)
- Segundafeira na 5 fletów, taśmę i film (1974)
- Planetarium na 2 flety, puzon, 2 perkusje i fortepian (1975)
- Musique élementaire de concert na zespół kameralny (1977)
- Piano-Miroir na fortepian, syntezator lub organy elektryczne, taśmę i projekcję wizualną ad libitum (1978)
- Do-Mi-Si-La-Do-Re na saksofonistów i taśmę (1980–1981)
- 7 minutes autour de moi na 2 flety, klarnet basowy, perkusję, fale Martenota, syntezator i wiolonczelę (1981)
- Variants-invariants na saksofon altowy lub saksofon sopranowy lub klarnet basowy i Korg SE 500 Echo Chamber (1982)
- Bucharest–Grenade na gitarę (1983)
- Aksax na saksofon basowy (1983)
- Bolero des Balkans na saksofon lub saksofony i perkusję (1984)
- Gyrasol I na kwartet fletów prostych, perkusję i taśmę (1984)
- Stratus na 6 fletów dla 1 wykonawcy (1984)
- Kammerkonzert na 10 wykonawców (1985)
- Rumore na klarnet (1986)
- Tension X na 10 perkusji (1986)
- Ombres lumineuses na 5 instrumentów i 2 syntezatory (1986)
- Clair de biche na 8 instrumentów dętych i 5 perkusji (1986)
- Ondes na saksofon altowy (1986)
- Extremis na flet (1986)
- Miroir liquide na 6 wykonawców (1986)
- Tension en cycle na 6 perkusji i taśmę (1987)
- Le mur d’airain na 6 perkusji, harfę i 2 fortepiany (1987)
- D’un regard moiré na 10 wykonawców (1988)
- Limping Rock na amplifikowany klawesyn  (1988)
- Sextuplum na 6 perkusji (1989)

### Utwory wokalno-instrumentalne
- Donum sacrum Brancusi na głos i orkiestrę (1965)
- Espace dernier na chór ad libitum, 6 grup instrumentalnych i taśmę (1969)
- Alba na 12 głosów solowych i 4 perkusje (1972)
- Labyrinthes d’Adrien na sopran i zespół instrumentów z klawiszowymi instrumentami elektronicznymi i falami Martenota (1981)
- Voyage d’hiver I na sopran, 8 instrumentów i taśmę (1982)

### Utwory sceniczne
- opera L’Avenir est dans les oeufs (1980)
- fantazja liryczna La Porte du paradis (1989–1991)